# Dziewczyna z prowincji
Dziewczyna z prowincji (ang. The Country Girl) – amerykański dramat filmowy z 1954 roku w reżyserii i według scenariusza George’a Seatona, będący adaptacją sztuki teatralnej autorstwa Clifforda Odetsa. Obraz opowiada historię aktora, dawnego gwiazdora musicali, który skończył jako alkoholik. Gdy pojawia się ambitny reżyser oraz wizja wskrzeszenia kariery, jedynie wyrozumiała żona, będzie potrafiła dostrzec fortele chciwego reżysera.
Film był prezentowany w konkursie głównym na 8. MFF w Cannes.
Grace Kelly otrzymała za swoją rolę Oscara dla najlepszej aktorki pierwszoplanowej. Za tę samą rolę Uta Hagen otrzymała nagrodę Tony, za występ w pierwotnej, scenicznej wersji filmu. Zwycięstwo Kelly było ogromnym zaskoczeniem, ponieważ większość krytyków jak i filmowców stawiało na Judy Garland oraz jej rolę w musicalu Narodziny gwiazdy. Stacja NBC wysłała nawet ekipę telewizyjną do szpitala, gdzie Garland przebywała po urodzeniu dziecka, w celu przeprowadzenia z nią wywiadu zaraz po ogłoszeniu wyników. Następnego dnia po ceremonii Groucho Marx wysłał Garland telegram, w którym stwierdził, że jej przegrana była „największym rabunkiem od czasu skoku na Brinka”.
Niektóre dialogi użyte w filmie zostały również wykorzystane w piosence Miki pt. Grace Kelly.

## Obsada
- Bing Crosby jako Frank Elgin
- Grace Kelly jako Georgie Elgin
- William Holden jako Bernie Dodd
- Anthony Ross jako Philip Cook
- Gene Reynolds jako Larry
- Jacqueline Fontaine jako piosenkarka Lounge
- Eddie Ryder jako Ed
- Robert Kent jako Paul Unger
- John W. Reynolds jako Henry Johnson
- Victor Young jako dyrygent w studio nagraniowym

## Nagrody i nominacje
27. ceremonia wręczenia Oscarów
- najlepsza aktorka pierwszoplanowa – Grace Kelly
- najlepszy scenariusz adaptowany – George Seaton
- nominacja: najlepszy film – William Perlberg
- nominacja: najlepszy reżyser – George Seaton
- nominacja: najlepszy aktor pierwszoplanowy – Bing Crosby
- nominacja: najlepsze zdjęcia, czarno-białe – John F. Warren
- nominacja: najlepszy montaż – Hal Pereira, Roland Anderson, Sam Comer i Grace Gregory

9. ceremonia wręczenia nagród Brytyjskiej Akademii Filmowej
- nominacja: najlepsza aktorka zagraniczna – Grace Kelly

12. ceremonia wręczenia Złotych Globów
- najlepszy aktor w filmie dramatycznym – Bing Crosby

8. MFF w Cannes
- nominacja: Złota Palma – George Seaton